# Импликант
У Буловој логици, импликант је „покривач“ (облик збира или производа) једног или више минтерма у суми од производа (или мактерма у производу сума) у Буловој функцији. Минтерм се зове производ зато што представља логично И скупа променљивих, а мактерм се зове сума јер представљај логично ИЛИ скупа променљивих. Формално, облик производа P у суми производа је импликант Булове функције F ако P имплицира F. Прецизније:
 подразумева F (и на тај начин је импликант од F) ако F узима вредност 1, кад год је P једнако 1, где је:
- Булова функција са n променљивих.
- је облик производа.

То значи да је  у односу на природни редослед Буловог простора. На пример, функција
{\displaystyle f(x,y,z,w)=xy+yz+w}
се подразумева по {\displaystyle xy}, по {\displaystyle xyz}, по {\displaystyle xyzw}, по {\displaystyle w} и многим другима, то су импликанти од {\displaystyle f}.

## Прост импликант
Први (прост) импликант функције је импликант који не може бити покривен општијим (више редукованим - што значи са мањим бројем литерала) импликантом. В. В. Квајн је дефинисао први (прост) импликант F као импликант који је минималан - то јест, уклањање било ког литерала из P резултује у не-импликант за F. Суштински први (прост) импликанти су главни импликанти који покривају излаз функције који ни једна комбинација других главних импликанта није је у стању да покрије.
Користећи горњи пример, лако се може видети да, док је {\displaystyle xy} (и други) први (прост) импликант, то {\displaystyle xyz} и {\displaystyle xyzw} то нису. Из другог каснијег примера, више литерала се могу уклонити да би се он начинио првим:
- {\displaystyle x}, {\displaystyle y} и {\displaystyle z} се могу уклонити, дајући {\displaystyle w}.
- Алтернативно, {\displaystyle z} и {\displaystyle w} се могу уклонити, дајући {\displaystyle xy}.
- На крају, {\displaystyle x} и {\displaystyle w} се могу уклонитити, дајући {\displaystyle yz}.

Процес уклањања литерала из Булових термин се зове проширени облик. Проширење једним литералом удвостручује број улазних комбинација за које је облик тачан (у бинарној Буловој алгебри). Користећи функцију у горњем примеру, може да се прошири {\displaystyle xyz} до {\displaystyle xy} или до {\displaystyle yz} без промене покривача {\displaystyle f}.
Збир свих првих (простих) импликаната Булове функције се зове целокупна сума', минимална покривајућа сума или Блаке канонски облик.